# Milltowninstitutet för teologi och filosofi
Milltowninstitutet för teologi och filosofi (engelska: Milltown Institute of Theology and Philosophy) är ett katolskt institut för högre utbildning och forskning beläget i Dublin, Irland, sedan 1997 en del av National University of Ireland. Milltown drivs av Jesuitorden. Den ecklesiastikala fakulteten vid Milltown utgör också ett pontifikalt athenaeum.